# Бухта Дальмана
Бухта Да́льмана — залив между островами Анверс и Брабант в архипелаге Палмера к западу от Антарктического полуострова. На севере открывается в акваторию Южного океана, на юге соединяется с проливом Жерлаш через канал Схолларта.
Бухта была открыта немецким полярным исследователем Эдуардом Дальманом в ходе антарктической экспедиции, организованной Германским полярным судоходством на судне «Гренландия» в 1873—1874 годах. Название нанесено на карту французским полярным исследователем Жан-Батистом Шарко в ходе 4-й французской антарктической экспедиции в 1903—1905 годах.